# تاي قازان

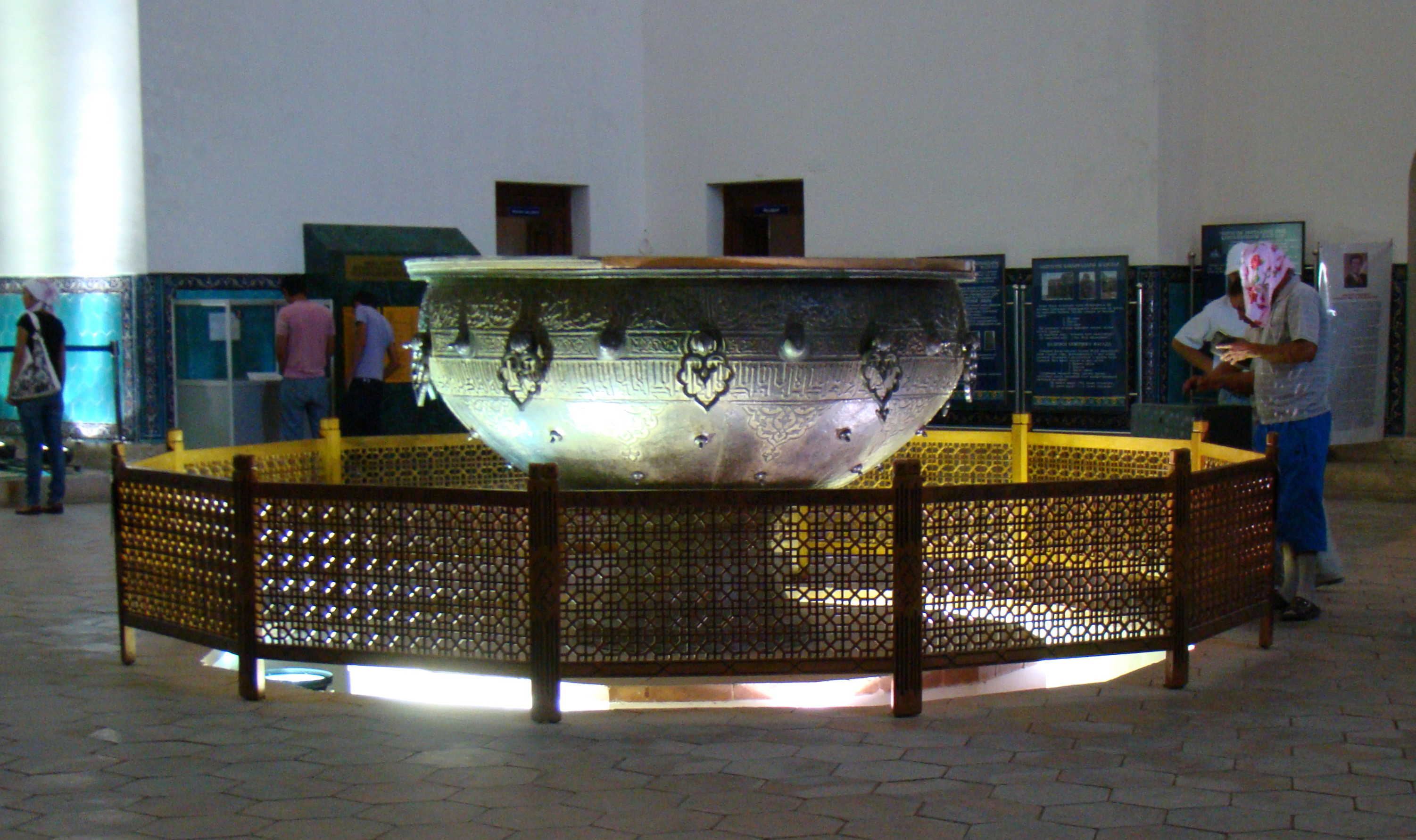
تاي قازان في مدينة تركستان في كازاخستان

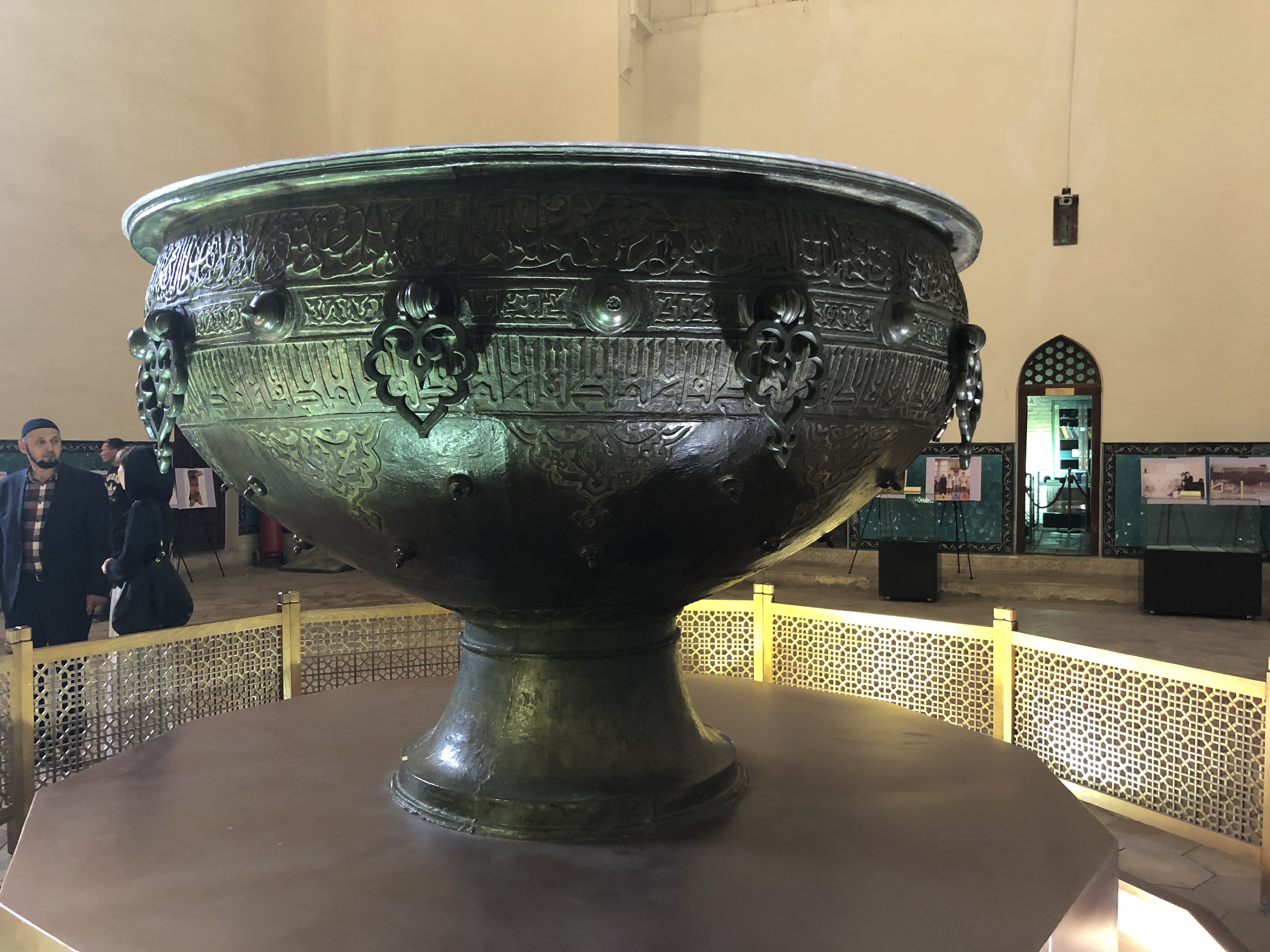
تاي قازان داخل ضريح خوجة أحمد يسوي

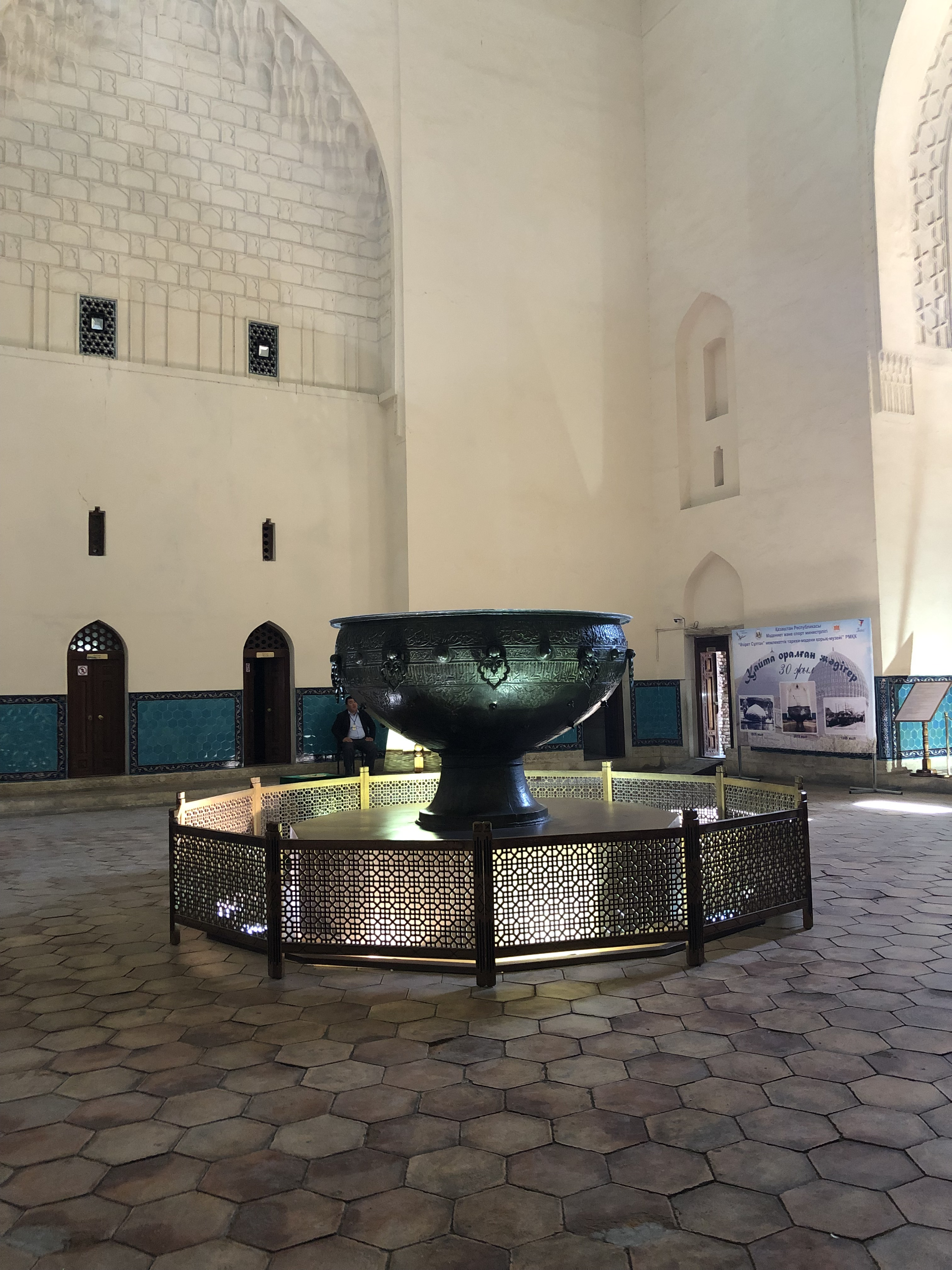
تاي قازان داخل ضريح خوجة أحمد يسوي

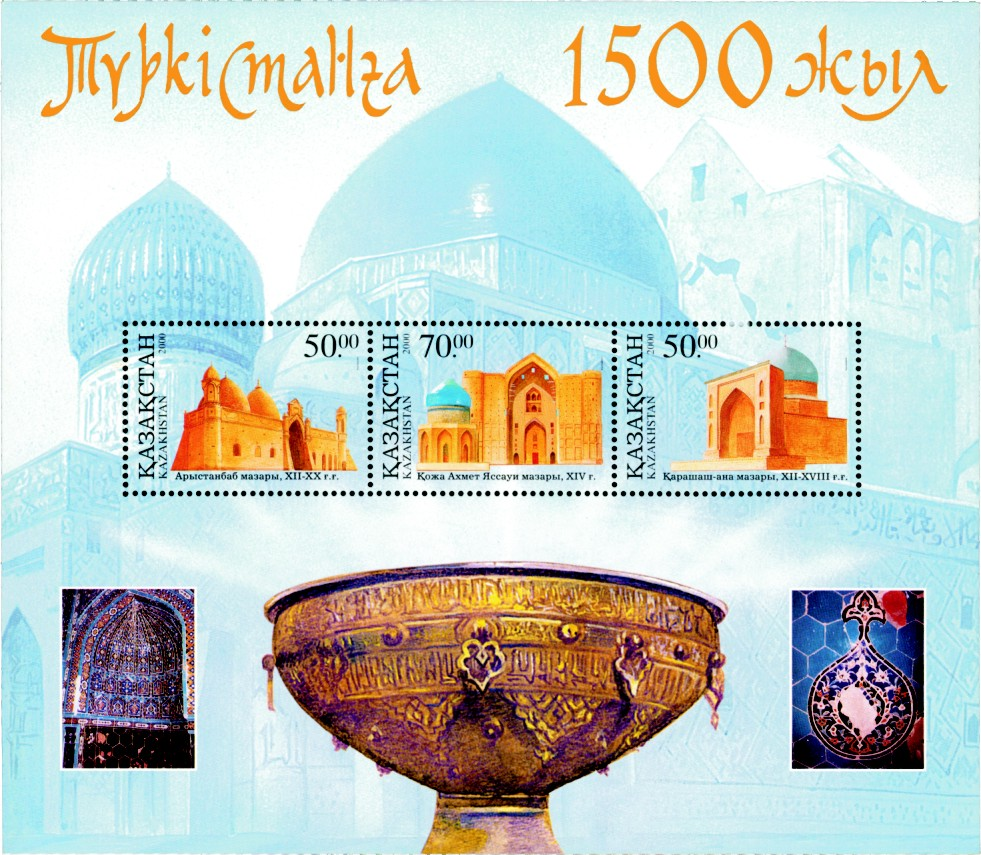
ضريح خوجة أحمد يسوي على طوابع بريدية من كازاخستان مع صورة تاي قازان

تاي قازان هو مرجل مقدس عملاق (آنية قازان) يعود تاريخه إلى ستة قرون في ضريح خوجة أحمد يسوي في تركستان.
صنع هذا المرجل في 25 يونيو 1399 (20 شوال 801 هـ) بأمر القائد الشهير أمير تيمورلنك في قرية كرنك [الروسية] الواقعة على بعد 27 كيلومتراً غرب مدينة تركستان. من صنع المعلم الإيراني عبد العزيز شرف الدين التبريزي.
السطر الأول من ثلاثة أسطر من النقوش الموجودة على الجزء الخارجي من المرجل، والمكتوبة بالخط العربي المزخرف والخط الكوفي، تشير إلى أنها مخصصة لضريح خوجة أحمد يسوي.
في عام 1935، نقل التاي قازان إلى متحف الإرميتاج الشهير في سانت بطرسبرغ، إلى المؤتمر الدولي الثالث للأساتذة الإيرانيين. وبقي هناك أكثر من نصف قرن ولم يعد إلى تركستان إلا في 18 سبتمبر/أيلول 1989. وكان أوزبكالي جانيبيكوف في طليعة المطالبين بإرجاع تاي قازان إلى كازاخستان.
صب المرجل من خليط من سبعة معادن (الزنك والنحاس والبرونز والرصاص والنحاس والفضة والحديد). يبلغ وزن المرجل 2 طن، وسعته 3 آلاف لتر، وارتفاعه 1.60 متر، وقطره 2.42 متر، وارتفاع القاعدة 0.54 متر، وقطرها 0.607 متر.
تتكون زخرفة الجزء الخارجي من التايكازان من خمسة أجزاء. في الجزء الأول العلوي، يكتب آية من القرآن الكريم بخط الثالث حول الإناء:
يليها حديث نبوي:
يليه اسم الشخص الذي صنعت له الإناء وسنة صنعه:
| تاي قازان | أمر بعمارة هذه السقاية الأمير الأعظم مالك رقاب الأمم المختص بعناية الملك الرحمن أمير تيمور كوركان أخلد الله تعالى ملكه لأجل روضة شيخ الإسلام سلطان المشايخ في العالم شيخ أحمد اليسوى قدس الله روحه العزيز في سنة العشرين من شوال احدى وثمانمائة | تاي قازان |

ويقسم الصف الثاني إلى عشرين خرطوشة بواسطة عشرة قباب كبيرة وعشرة مقابض منقوشة. ويحتوي قسمان متاخمان له على اسم الفنان نفسه بالخط الصولوسي، في حين تحتوي الأقسام الثمانية عشر المتبقية على أمنية باللغة الفارسية بالخط الكوفي. وفي الصف الثالث تذكير بقدرة الله تكرر 22 مرة بالخط الكوفي. وعلى جانب الصف الرابع من الأواني، هناك عشرة نقوش كبيرة على شكل أوراق تشبه أنماط المقبض، وعشرين قبة أصغر. أما الجزء الخامس الذي يحيط بالقدم فهو منقوش بأنماط على شكل أقواس متقاطعة.
ويوجد في مدينة قازان في روسيا نصب تذكاري لتاي قازان.